# Bargueño

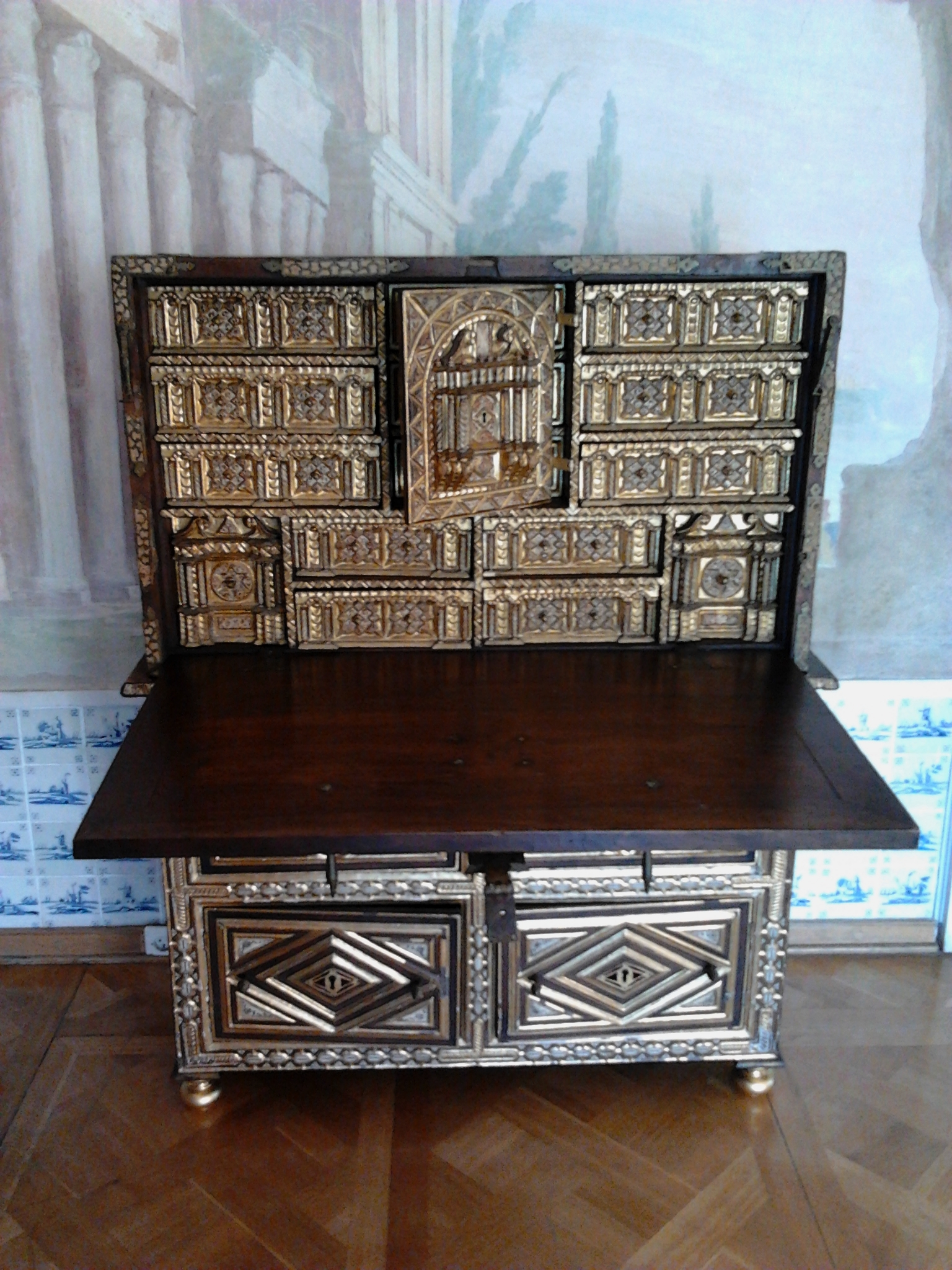
Bargueño typu taquillon

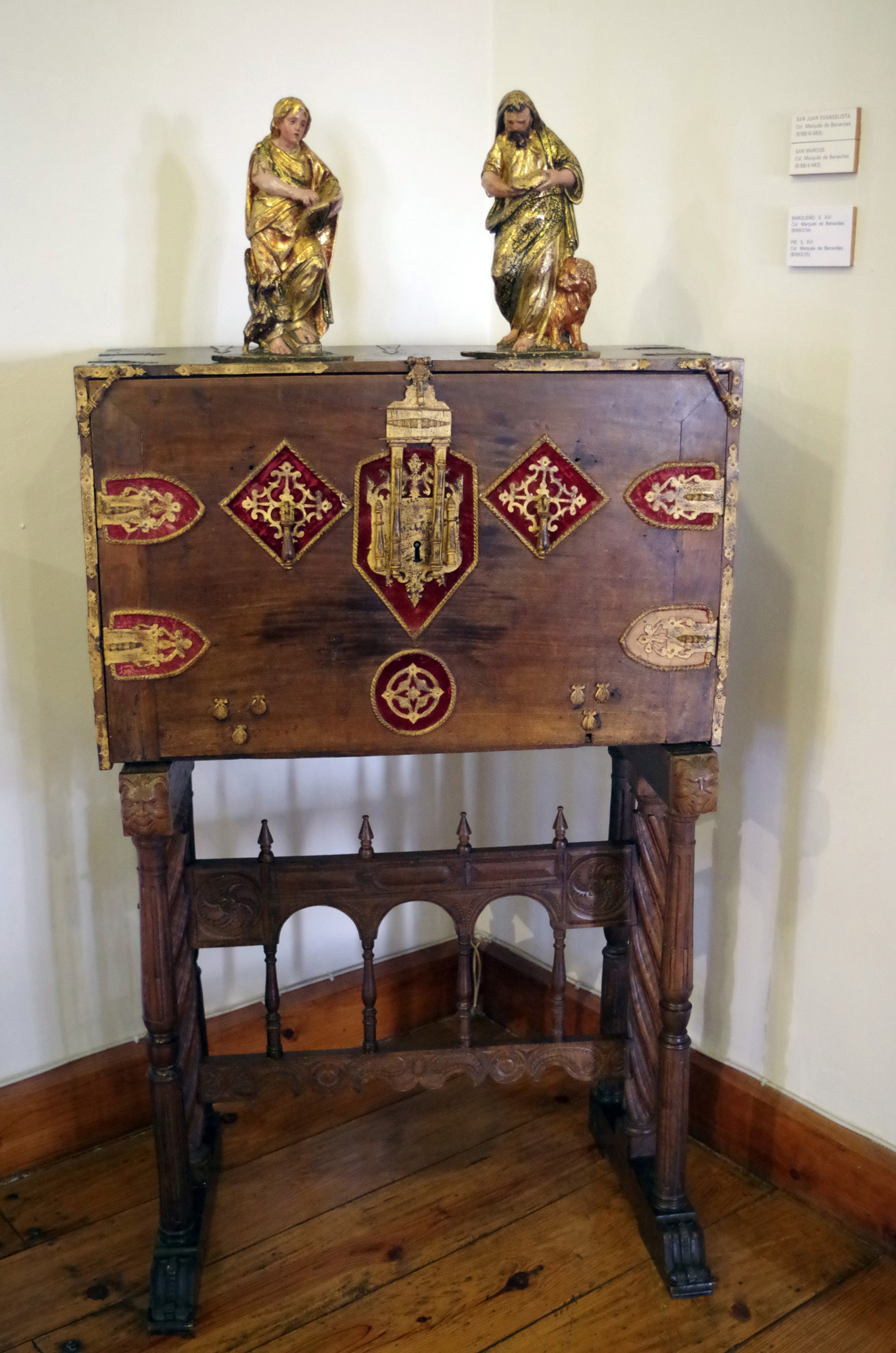
Bargueño typu pie de puente

Bargueño (vargueño) – rodzaj kabinetu. Jeden z najbardziej reprezentacyjnych i oryginalnych mebli hiszpańskiego renesansu. Najbardziej rozpowszechniony był w XVI i XVII w. Jego wygląd zewnętrzny był skromny w porównaniu z kabinetami popularnymi wcześniej we Włoszech. Do dziś jest wykonywany przez rzemieślników, chociaż ma raczej znaczenie kolekcjonerskie.
W Polsce przykład takiego mebla można znaleźć w Muzeum Narodowym w Warszawie na ekspozycji w Pałacu w Otwocku Wielkim.

## Budowa
Jest to skrzynia w kształcie płytkiego prostopadłościanu. W górnej części ścianka frontowa opuszcza się ukazując liczne szufladki. Istnieją dwa rodzaje podstaw:
- taquillon – skrzynia z szufladami
- pie de puente – ażurowa

Używano także odmiany bez ścianki zakrywającej szufladki (papeleira). Podstawowym elementem konstrukcyjnym były skromne ażurowe plakiety wykonane z metalu i klamry na podłożu z tkaniny. Wnętrze było bardziej ozdobne. Znajdowały się tam złocenia, inkrustacje a nawet rzeźby. Celem tych zdobień było uwydatnienie układu szuflad. Mebel często miał z boku metalowe uchwyty, które ułatwiały jego przenoszenie.

## Zastosowanie
Szuflady w bargueño służyły do przechowywania dokumentów, listów, pieniędzy, biżuterii i innych cennych przedmiotów. Chociaż bywało, że chowano w nich przybory do szycia. Opuszczana płyta pełniła funkcję blatu roboczego, np. do pisania.